# Zenei stílusok szülővárosainak listája
Ez a lista azoknak a városoknak a országonkénti alfabetikus felsorolása, melyek erőteljesen hozzájárultak egyes zenei stílusok kialakulásához, fejlődéséhez.  Számos irányzat nem csupán egyszer szerepel, ha létrejötte nem csak egyetlen színtérhez köthető.

## Albánia
- Tirana – Alb-pop

## Algéria
- Orán – raï

## Amerikai Egyesült Államok
- Austin – country
- Baltimore – doo-wop
- Bakersfield – Bakersfield sound
- Baton Rouge – swamp blues
- Boston – skinhead punk
- Chicago – Chicago style, jump blues, Chicago blues, hip house, house, Chicago house, ghetto house, industrial music
- Detroit – Motown, Detroit sound, techno music, ghettotech, Detroit blues, garage rock
- Kansas City – Kansas City blues
- Lafayette – cajun
- Long Beach – skacore
- Los Angeles – psychedelic rock, G-funk, hair metal, electro hop, death rock, Paisley underground
- Lubbock – Lubbock sound
- Memphis – Memphis blues, Memphis soul
- Miami – Miami sound, Miami bass
- Minneapolis – Minneapolis sound
- Nashville – country, Nashville sound
- New Orleans – jazz, New Orleans blues, ragtime, R&B
- New York – New York Hardcore, punk rock, salsa, Tin Pan Alley, hiphop, disco, new wave, New York house, jazz, bop, free jazz, acid jazz, szving, electroclash
- Oakland – West coast hiphop, stride, ragtime, electro
- Omaha – Omaha sound
- Philadelphia – thresher, East coast hiphop, Philly soul
- Olympia – riot grrl
- San Francisco – psychedelic rock, deep house
- San Antonio – Norteño
- Seattle – grunge, garage rock
- Shreveport – swamp pop
- South Bay – hardcore punk
- Washington – go go, riot grrrl, emo, hardcore punk, straight edge, skinhead punk

## Argentína
- Buenos Aires – tangó, nueva canción

## Ausztria
- Bécs – sramli, Bécsi klasszicizmus

## Bahama-szigetek
- Freeport – junkanoo
- Nassau – junkanoo, gombay

## Brazília
- Belém – carimbó
- Recife – frevo, forró
- Rio de Janeiro – choro, szamba, bossa nova
- Porto Seguro – lambada
- Salvador – axé, capoeira

## Chile
- Santiago de Chile – nueva canción

## Csehország
- Prága – staroprazske pisnieky

## Egyesült Királyság
- Birmingham – heavy metal
- Bristol – drum and bass, jungle, trip hop
- Canterbury – Canterbury sound
- London – punk rock, oi!, house, disco, britpop, IDM, drum and bass, jungle, rave, grime
- Liverpool – merseybeat
- Manchester – house, madchester

## Fülöp-szigetek
- Manila – Manila sound

## Görögország
- Athén – rembétika

## India
- Mumbai – filmi

## Jamaica
- Kingston – reggae, dub, dancehall, rocksteady, ska

## Japán
- Oszaka – ryukoka

## Kanada
- Edmonton – country music
- Halifax – Maritime folk music
- Vancouver – hardcore punk

## Kína
- Hongkong – Cantopop

## Kolumbia
- Córdoba – llanera
- Los Llanos – llanera
- Cartagena – champeta
- Sucre – porro
- Valledupar – vallenato

## Kuba
- Havanna – salsa, rumba, charanga, timba, son montuno
- Matanzas – rumba
- Santiago de Cuba – son cubano, boleró

## Laosz
- Luangprabang – khaplam wai

## Magyarország
- Veszprém - crag

## Mexikó
- Guadalajara – mariachi
- Veracruz – jarochos

## Mongólia
- Ulánbátor – pop mop

## Németország
- München – Alpine New Wave

## Norvégia
- Oslo – skandináv death metal

## Peru
- Cuzco – huayno
- Lima – chicha

## Spanyolország
- Cádiz – flamenco
- Ibiza – house
- Sevilla – Sevillana

## Svédország
- Göteborg – skandináv death metal
- Stockholm – skandináv death metal

## Svájc
- Bázel – rock and roll, raga rock
- Zürich – dialect rock

## Uruguay
- Montevideo – candombe

## Új-Zéland
- Dunedin – Dunedin sound